# Ferrari F399
Ferrari F399 (Ferrari, objem motoru 3000 cc, rok 1999) je vůz Formule 1, který se účastnil mistrovství světa v roce 1999.

## Popis
Konstruktéři Rory Byrne a John Barnard koncepčně vyšli z předchůdce tohoto vozu tj. Ferrari F300, který prošel pouze malými změnami. Předností vozu byla jeho vysoká spolehlivost, auto pouze třikrát nedojelo do cíle. Přičemž při Velké Ceně Kanady se jednalo o chybu jezdce Michaela Schumachera, který s vozem vyjel mimo trať. V Imole nedojel Eddie Irvine pro poruchu motoru a při Velké Ceně Evropy musel odstoupit Mika Salo pro problémy s brzdami.
Při prvních sedmi cenách startovali jezdci Michael Schumacher a Eddie Irvine, při zaváděcím kole Grand Prix Velké Británie měl M. Schumacher nehodu při které si zlomil nohu. Na následujících šest Velkých Cen ho tak musel nahradit Mika Salo. Přes tento problém dokázalo Ferrari s tímto vozem vyhrát pohár konstruktérů a E. Irvine do posledního závodu bojoval o titul mistra světa. Ferrari tak vyhrálo pohár konstruktérů poprvé po šestnácti letech (předtím v roce 1983). Počet vítězství (6) nebyl sice extrémně vysoký, zato lze říci, že jezdci Ferrari dosáhli vysokého počtu umístění na pódiu (17).

## Technická data
- Délka: 4 387 mm
- Šířka: 1 795 mm
- Výška: 961 mm
- Váha: 600 Kg (včetně pilota, vody a oleje)
- Rozchod kol vpředu: 1 490 mm
- Rozchod kol vzadu: 1 405 mm
- Rozvor: 3 000 mm
- Převodovka: Ferrari L 7stupňová poloautomatická sekvenční s elektronickou kontrolou.
- Brzdy: Brembo
- Motor: tipo 048/B/C
  - V8 80°
  - Zdvihový objem: 2.997 cm³
  - Výkon: 720cv/15 000 otáček
  - Vrtání: ? mm
  - Zdvih: ? mm
  - Ventily: 32
  - Mazivo: Shell
  - Palivo: Shell
  - Váha: > 95 kg
  - Vstřikování Magneti Marelli
  - Palivový systém Magneti Marelli
- Pneumatiky: Bridgestone

## Sponzoři
FedEx,  Fiat,  General Electric,  Marlboro,  Shell,  Telecom Italia,  Tic Tac,  TIM,  Tommy Hilfiger a  ZF Sachs.

## Statistika
- 16 Grand Prix
- 6 vítězství (4x Eddie Irvine, 2x Michael Schumacher)
- 3 pole positions (Všechny M. Schumacher)
- Nejrychlejší kola 6
- 128 bodů – Vítěz poháru konstruktérů (E. Irvine 74, M. Schumacher 44, M. Salo 10)
- 17 x podium

## Výsledky v sezoně 1 999
| Legenda k tabulce | Legenda k tabulce                                                                       |
| Barva             | Výsledek                                                                                |
| ----------------- | --------------------------------------------------------------------------------------- |
| Zlatá             | Vítěz                                                                                   |
| Stříbrná          | 2. místo                                                                                |
| Bronzová          | 3. místo                                                                                |
| Zelená            | Bodované umístění                                                                       |
| Modrá             | Nebodované umístění                                                                     |
| Modrá             | Dokončil neklasifikován (NC)                                                            |
| Fialová           | Odstoupil (Ret)                                                                         |
| Červená           | Nekvalifikoval se (DNQ)                                                                 |
| Červená           | Nepředkvalifikoval se (DNPQ)                                                            |
| Černá             | Diskvalifikován (DSQ)                                                                   |
| Bílá              | Nestartoval (DNS)                                                                       |
| Bílá              | Závod zrušen (C)                                                                        |
| Světle modrá      | Pouze trénoval (PO)                                                                     |
| Světle modrá      | Páteční testovací jezdec (TD)                                                           |
| Bez barvy         | Netrénoval (DNP)                                                                        |
| Bez barvy         | Vyřazen (EX)                                                                            |
| Bez barvy         | Nepřijel (DNA)                                                                          |
| Bez barvy         | Odvolal účast (WD)                                                                      |
| Bez barvy         | Nezúčastnil se (prázdné)                                                                |
| Označení          | Význam                                                                                  |
| Tučnost           | Pole position                                                                           |
| Kurzíva           | Nejrychlejší kolo                                                                       |
| †                 | Jezdec nedojel do cíle, ale byl klasifikován, protože odjel více než 90 % délky závodu. |
| ‡                 | Byl udělován poloviční počet bodů, protože bylo odjeto méně než 75 % délky závodu.      |
| Horní index       | Umístění bodujících jezdců ve sprintu                                                   |

| Rok  | Team    | Motor           | Pneu | Jezdci             | 1   | 2   | 3   | 4   | 5   | 6   | 7   | 8   | 9   | 10  | 11  | 12  | 13  | 14  | 15  | 16  | Body | Pořadí |
| ---- | ------- | --------------- | ---- | ------------------ | --- | --- | --- | --- | --- | --- | --- | --- | --- | --- | --- | --- | --- | --- | --- | --- | ---- | ------ |
| 1999 | Ferrari | Ferrari 048 V10 | B    |                    | AUS | BRA | SMR | MON | ESP | CAN | FRA | GBR | AUT | GER | HUN | BEL | ITA | EUR | MAL | JPN | 128  | 1.     |
| 1999 | Ferrari | Ferrari 048 V10 | B    | Michael Schumacher | 8   | 2   | 1   | 1   | 3   | Ret | 5   | DNS |     |     |     |     |     |     | 2   | 2   | 128  | 1.     |
| 1999 | Ferrari | Ferrari 048 V10 | B    | Mika Salo          |     |     |     |     |     |     |     |     | 9   | 2   | 12  | 7   | 3   | Ret |     |     | 128  | 1.     |
| 1999 | Ferrari | Ferrari 048 V10 | B    | Eddie Irvine       | 1   | 5   | Ret | 2   | 4   | 3   | 6   | 2   | 1   | 1   | 3   | 4   | 6   | 7   | 1   | 3   | 128  | 1.     |